# Кыллах (приток Индигирки)
Кы́ллах — река в Абыйском улусе Якутии, правый приток Индигирки. Длина реки — 128 км. Площадь водосборного бассейна — 3340 км².
Исток реки находится на северо-западе Момского хребта, к юго-западу от истока реки Саканья, на высоте более 1195 м над уровнем моря. Течёт преимущественно на север, сначала в межгорном ущелье, затем выходит на Абыйскую низменность, где на берегах доминирует лесотундра. Встречаются наледи, шиверы, перекаты, осерёдки. В низовьях начинает меандрировать; берега обрывистые, высотой до 7 м. Впадает в Индигирку справа, на отметке ниже 37 м над уровнем моря, в 818 км от её устья. Ширина перед устьем — 90 м при глубине 2 м; скорость течения в низовьях составляет 0,6 м/с. Населённые пункты на реке отсутствуют.

## Основные притоки
Указаны поименованные притоки длиной 30 км и более.
| Название     | Расстояние от устья | Длина | Положение |
| ------------ | ------------------- | ----- | --------- |
| Бурунас      | 13                  | 102   | левый     |
| Куранах-Сала | 26                  | 73    | левый     |
| Аргандя      | 45                  | 40    | левый     |
| Суруна       | 70                  | 34    | левый     |

## Данные водного реестра
По данным государственного водного реестра России и геоинформационной системы водохозяйственного районирования территории РФ, подготовленной Федеральным агентством водных ресурсов:
- Бассейновый округ — Ленский
- Речной бассейн — Индигирка
- Речной подбассейн — нет
- Водохозяйственный участок — Индигирка от впадения Момы до водомерного поста Белая Гора
- Код водного объекта — 18050000312117700055840